# Antoni Kowalczyk
Antoni Kowalczyk (ur. 3 września 1946 w Sulisławicach) – polski oficer, generalny inspektor Policji, komendant główny Policji w latach 2001–2003.

## Życiorys
Ukończył studia w Wyższej Szkole Rolniczej w Krakowie (inżynier leśnictwa). W 1971 rozpoczął służbę w Milicji Obywatelskiej. W 1973 ukończył studia oficerskie. W latach 1980–1983 był dowódcą Kompanii Wywiadowczej w Komendzie Wojewódzkiej MO w Krakowie. Od 1983 zastępca komendanta dzielnicowego Kraków-Nowa Huta. Komendant rejonowy policji w Nowej Hucie od 1990. W latach 1994–1999 zastępca komendanta wojewódzkiego policji w Krakowie. W kwietniu 1999 powołany na stanowisko komendanta stołecznego policji.
26 października 2001 został powołany na stanowisko komendanta głównego Policji, a 11 lipca 2002 otrzymał awans na generalnego inspektora – najwyższy stopień w polskiej policji.
Odszedł ze stanowiska w październiku 2003 po ujawnieniu roli, jaką odegrał w aferze starachowickiej. Na początku kwietnia 2005 rozpoczął się przed Sądem Rejonowym w Kielcach proces, w którym prokuratura postawiła Kowalczykowi zarzuty składania fałszywych zeznań w śledztwie dotyczącym tzw. przecieku starachowickiego. Prokuratura stwierdziła, że Kowalczyk złożył fałszywe zeznania przed prokuratorem, mówiąc, że nie przekazał informacji o planowanej akcji CBŚ przeciwko starachowickim samorządowcom i gangsterom wiceministrowi spraw wewnętrznych Zbigniewowi Sobotce, oraz że nie powiadomił prokuratury o przecieku informacji w tej sprawie. 13 marca 2006 Kowalczyk został uniewinniony w pierwszej instancji nieprawomocnym wyrokiem, sąd jednakże oparł swoje rozstrzygnięcie na ustaleniu, że obwiniony, przekazując informację, naruszył tajemnicę państwową, ale następnie nie miał obowiązku składać zeznań przeciw samemu sobie. Prokurator wniósł Apelację od wyroku Sądu Rejonowego. Sąd Okręgowy w Kielcach w toku jej rozpoznawania powziął wątpliwości i zwrócił się do Sądu Najwyższego o rozstrzygnięcie zagadnienia prawnego. Sąd Najwyższy, z uwagi na tajność dużej części postępowania, w tym uzasadnień wyroku Sądu Rejonowego, jak i apelacji prokuratora, a także treść postawionego pytania i zarzutów przedstawionych w apelacji, postanowił w dniu 20 grudnia 2006 przejąć sprawę do rozpoznania.
3 grudnia 2007 Antoni Kowalczyk został nieprawomocnie skazany za fałszywe zeznania i zatajenie prawdy na 1 rok i 2 miesiące pozbawienia wolności oraz 3-letni zakaz sprawowania funkcji publicznych. Ostatecznie w sierpniu 2011 sąd apelacyjny uniewinnił Kowalczyka, stwierdzając m.in., że mogły istnieć inne źródła przecieku, a generał nie informował Sobotki o szczegółach akcji. Bardzo dokładne informacje o planowanej operacji, jakie dostali samorządowcy, nie mogły pochodzić od Kowalczyka, bo ten nie znał m.in. daty oraz nazwisk osób do zatrzymania. W 2012 kasację od tego odrzucił Sąd Najwyższy i dzisiaj generał jest prawomocnie oczyszczony z zarzutów o przeciek i fałszywe zeznania.

## Nagrody i odznaczenia
- 11 marca 2002 – wyróżniony odznaką „Zasłużony dla Warszawy” (nr legitymacji 154)[3]
- 31 maja 2015 - wyróżniony Złotym Medalem za załugi dla Policji, za wybitne zasługi dla rozwoju Policji oraz bezpieczeństwa publicznego i obywateli[4]
- 2019 – otrzymał Medalion Pieta Miednoje 1940, przyznany przez Warszawskie Stowarzyszenie Rodzina Policyjna 1939 roku[5]